# Comtat d'Osona
El Comtat d'Osona (en llatí Ausona) fou un dels comtats catalans que es constituí en el territori de la Gòtia, que alguns cronistes francs del segle ix denominaren marca hispànica. Es constituí cap a 798 sobre la base de l'antic bisbat d'Ausona i tenia com a capital Vic (en llatí Vicus). És el precedent medieval de la posterior comarca d'Osona.
El 798 Lluís el Pietós després de la submissió de Bahaluc, el valí d'Osca, va romandre inactiu a la frontera. La dieta de Tolosa (798) i el seu matrimoni poc després amb Ermengarda d'Hesbaye, van ser les seves principals activitats. Però per mitjà dels seus enviats es va establir la seguretat d'algunes poblacions que havien estat destruïdes pels sarraïns i després abandonades, les quals, havent quedat des del 785 en la zona d'influència dels francs, foren reconstruïdes, com Ausona (Vic), Cardona, i altres poblacions i castells de la frontera. Amb aquestes terres va formar el comtat d'Ausona (Osona) concedint el govern a Borrell; als castells i punts claus hi va fer establir guarnicions. L'Astrònom a la seva Vita Hludovici, informa que aquestes fortaleses estaven a la frontera del regne d'Aquitània, el que demostra que les conquestes franques de Septimània i del sud dels Pirineus van formar part d'aquest regne (almenys fins al 817). Vic (de vicus que vol dir «poble») fou el nom donat a diverses poblacions destruïdes pels musulmans i reconstruïdes a la segona meitat del segle viii, un nom genèric donat perquè eren més aviat petits pobles que les viles que havien estat. El nom va acabar predominant per Ausona que va esdevenir Vic. La seu episcopal que ja depenia de Narbona, va continuar igual.
El primer comte, Borrell d'Osona, va morir abans del 820, potser cap al 813 i el comtat va passar a Berà, comte de Barcelona. El 826 va ésser ocupat pel rebel comte de Conflent i Rasès, Guillemó, i el cap dels gots, Aissó, quedant despoblat durant molts anys. Va tornar a Barcelona el 827 i ja no se'n va separar.
El 879 el comte Guifré el Pilós en va començar la repoblació. Del 939 al 943 va ser-ne comte Ermengol I, fill del comte Sunyer I de Barcelona, i després el títol s'uní a la casa de Barcelona. El 990 se'n separà el pagus de Berga que s'uneix al comtat de Cerdanya (i que el 1003 passarà a Besalú). El comtat es va separar del dominis troncals de Barcelona el 1035 quan el comte Berenguer Ramon I el llega a la seva vídua Guisla de Lluçà i al seu fill Guillem, retornant després al casal de Barcelona pel casament de Guisla i la renúncia de Guillem. En aquesta època, s'expandí i incorporà territoris més al sud, que són anomenats comtat de Manresa, nom que també es donà a tot el comtat d'Osona. Ramon Berenguer III el va donar el 1107 a la seva filla Ximena com a dot per la seva boda amb Bernat III de Besalú retornant a la corona a la mort d'ambdós sense descendents.
El 1356 el rei Pere el Cerimoniós creà un nou comtat d'Osona, sense lligam amb el comtat històric, per a Bernat III de Cabrera (I d'Osona) però li va confiscar el 1364 i el comtat va tornar a la corona. En aquesta època la denominació "Comtat d'Osona", que ja s'utilitzava poc, va desaparèixer completament. El títol va ser retornat als Cabrera el 1373 i 1383 però ja no van dominar de fet la regió.
El 1574 el títol va passar als Montcada marquesos d'Aitona i el 1722 als Medinaceli per matrimoni.

## Llista de comtes electius
Comtes electius
- 798 - 820: Borrell I d'Osona, noble d'ascendència goda
- 820: Berà, comte de Barcelona
- 820 - 825: Rampó, comte de Barcelona
- 825 - 826: Bernat de Septimània, comte de Barcelona
- 826 - 827: Aissó/Guillemó, comtes rebels
- 827 - 879: interregne, territori despoblat, unit de fet al comtat de Barcelona

Comtes hereditaris del Casal de Barcelona
- 879 - 897: Guifré I, comte de Barcelona
- 897 - 911: Guifré II, comte de Barcelona, fill de l'anterior
- 911 - 939: Sunyer I, comte de Barcelona, germà de l'anterior
- 939 - 943: Ermengol I d'Osona, fill de l'anterior
- 943 - 947: Sunyer I, pare de l'anterior
- 947 - 992: Borrell II, comte de Barcelona, fill de l'anterior
- 992 - 1017: Ramon Borrell, comte de Barcelona, fill de l'anterior
- 1017 - 1035: Berenguer Ramon I, comte de Barcelona, fill de l'anterior
- 1035 - 1054: Guillem I d'Osona, fill de l'anterior

- associat a 1035 - 1054: Guisla de Lluçà, vídua del comte

- 1054 - 1076: Ramon Berenguer I, comte de Barcelona, germà de l'anterior
- 1076 - 1082: Ramon Berenguer II, comte de Barcelona, fill de l'anterior
- 1076 - 1096: Berenguer Ramon II, comte de Barcelona, germà de l'anterior
- 1082 - 1107: Ramon Berenguer III, comte de Barcelona, fill de Ramon Berenguer II
- 1107 - 1111: Ximena d'Osona, filla de l'anterior, casada amb Bernat III de Besalú

a la mort del seu marit el 1111 el comtat s'integra definitivament al Comtat de Barcelona
Comtes hereditaris del Casal de Cabrera
 el 1356 el rei Pere el Cerimoniós crea de nou un efímer comtat d'Osona
- 1356 - 1364: Bernat I d'Osona

el 1364 passa definitivament a la Corona d'Aragó 
Comtes del Casal de Montcada
 el 1574, el comte d'Aitona Francesc I de Montcada compra el títol de Comte d'Osona i el rei Felip I d'Aragó l'intitula Marquès d'Aitona
- 1574 - 1594: Francesc I d'Osona
- 1594 - 1626: Gastó I d'Osona i II de Montcada, fill de l'anterior
- 1626 - 1635: Francesc II d'Osona i de Montcada, fill de l'anterior
- 1635 - 1670: Guillem Ramon I d'Osona i IV de Montcada, fill de l'anterior
- 1670 - 1674: Miquel I d'Osona i de Montcada, fill de l'anterior
- 1674 - 1727: Guillem Ramon II d'Osona i V de Montcada, fill de l'anterior
- 1727 - 1756: Teresa I d'Osona i de Montcada, filla de l'anterior

 el 1722, Teresa I es casà amb Luis Antonio Fernández de Córdoba-Figueroa y Spinola, duc de Medinaceli.